# Stanford-Nunatak
Der Stanford-Nunatak ist ein Nunatak im westantarktischen Marie-Byrd-Land. In den Ford Ranges ragt er 5,5 km nordöstlich des Mount Morgan im östlichen Teil der Gutenko-Nunatakker auf.
Der United States Geological Survey kartierte ihn anhand eigener Vermessungen und Luftaufnahmen der United States Navy aus den Jahren von 1959 bis 1965. Das Advisory Committee on Antarctic Names benannte ihn im Jahr 1972 nach Thomas H. Stanford von der University of Washington, Ionosphärenphysiker auf der Byrd-Station im Jahr 1970.